# Euphyia moeraria
Euphyia moeraria är en fjärilsart som beskrevs av Achille Guenée 1858. Euphyia moeraria ingår i släktet Euphyia och familjen mätare. Inga underarter finns listade i Catalogue of Life.